# Carles XV de Suècia
Carles XV de Suècia i IV de Noruega (Estocolm, 3 de maig de 1826 - Malmö, 18 de setembre de 1872). Rei de Suècia i de Noruega, tercer sobirà suec de la dinastia Bernadotte.
Fill primogènit del rei Òscar I de Suècia i de la princesa Josefina de Leuchtenberg. Era net per part de pare del rei Carles XIV Joan de Suècia i de la francesa Desirée Clary, i per part de mare d'Eugeni de Beauharnais, 1r duc de Leuchtenberg, i de la princesa Augusta de Baviera. Precisament la seva àvia materna era descendent dels reis suecs Gustau I i Carles IX de la casa de Vasa, circumstància que li aportava una certa legitimitat dinàstica.
Es casà el 19 de juny de 1851 amb la princesa Lluïsa dels Països Baixos, neta del rei Guillem I d'aquest país i del rei Frederic Guillem III de Prússia, i besneta del tsar Pau I de Rússia. La parella tingué dos fills:
- SAR la princesa Lluïsa de Suècia nascuda el 1851 a Estocolm i morta el 1926 a Copenhaguen. Es casà amb el rei Frederic VIII de Dinamarca.

- SAR el príncep Carles Òscar de Suècia nat el 1852 a Estocolm i mort a la capital sueca als dos anys.

Manifestava aversió vers la seva muller, amb la qual s'havia casat per simples raons d'estat. De fet, tingué diverses amants i dues llargues convivències amb les actrius Hanna Styrell i Elise Jakobsson-Hwasser, amb aquesta darrera fins al final dels seus dies. Tanmateix sentia una abrandada afecció per la seva filla Lluïsa, que feu extensiva al marit d'aquesta, el rei Frederic VIII de Dinamarca.
Fou creat duc de Skåne el dia del seu naixement. Durant el període 1856-1857 fou virrei de Noruega. L'any 1857 es convertí en regent del seu pare, a la mort del qual el 8 de juliol de 1859 esdevingué rei de Suècia i Noruega.
Tot i que el seu caràcter obstinat i esquerp no semblava un bon presagi quan era príncep hereu, un cop esdevingut rei fou molt estimat pel poble i tingut per un dels millors monarques de la història de Suècia. Fou un rei d'autèntiques idees liberals i democràtiques. Introduí importants reformes que fixaren, tot modernitzant-les, normes municipals (1862), eclesiàstiques (1863) i penals (1864. Afavorí una reforma profunda del Riksdag, l'assemblea de notables del regne. El monarca era un important defensor de l'escandinavisme com a política que pretenia unir els diferents pobles i estats que formen la unitat geogràfica denominada Escandinàvia. Feu costat al seu gendre Frederic VIII de Dinamarca en la guerra d'aquest país amb Prússia (1864) i li prometé ajut militar, però l'escassa preparació de l'exèrcit suec li en feu desistir.
Carles fou un artista polifacètic, dedicat sobretot a la pintura i a l'escriptura.
Quan morí, la seva filla Lluïsa, l'única sobrevivent, ja era reina de Dinamarca i, per tant, no podia heretar la corona dual de Suècia i Noruega. Aquesta passà al germà del rei difunt, Òscar II. Curiosament, poques setmanes abans de la mort de Carles, Lluïsa infantava el seu segon fill, el príncep Carles de Dinamarca, el qual temps a venir (1907) esdevindria el primer rei de la Noruega desvinculada de Suècia. La nissaga de Carles XV s'extingí en el seu país, però a través de la seva filla havia de nodrir els trons de Dinamarca, Luxemburg, Grècia, Bèlgica i Noruega.
Morí a la ciutat meridional de Malmö, però el sepultaren al Panteó Reial de la basílica de Riddarholmen, a Estocolm.